# Argon-37
Argon-37 of 37Ar is een radioactieve isotoop van argon. De isotoop komt van nature niet op Aarde voor.

## Radioactief verval
Argon-37 vervalt door elektronenvangst naar de stabiele isotoop chloor-37:
{\displaystyle {\ce {{^{37}_{18}Ar}+{e^{-}}->{^{37}_{17}Cl}+{\nu }_{e}}}}
De halveringstijd bedraagt iets meer dan 35 dagen.
30Ar · 31Ar · 32Ar · 32mAr · 33Ar · 34Ar · 35Ar · 36Ar · 37Ar · 38Ar · 39Ar · 40Ar · 41Ar · 42Ar · 43Ar · 44Ar · 45Ar · 46Ar · 47Ar · 48Ar · 49Ar · 50Ar · 51Ar · 52Ar · 53Ar